# Dialekt niestandardowy
Dialekt niestandardowy, dialekt nieliteracki (ang. non-standard dialect) – odmiana językowa niepełniąca funkcji normy instytucjonalnej; odmiana nieuprzywilejowana w procesie standaryzacji języka i zwykle pozbawiona prestiżu przypisywanego językowi standardowemu (odmianie standardowej). Dialekty niestandardowe można wyróżniać na podstawie takich czynników jak: lokalizacja geograficzna, powiązanie etniczno-klasowe, obecność stygmatyzowanych cech językowych. Z reguły nie są stosowane w nauczaniu, gdzie preferuje się standardową odmianę języka. Są przede wszystkim mówionymi odmianami języka i mogą być kojarzone z niższym statusem socjoekonomicznym.
Dialekty niestandardowe, choć pozbawione kodyfikacji, mają pełnoprawne systemy gramatyczne, umożliwiające komunikację wśród ich użytkowników . Z perspektywy lingwistyki nie są kodami gorszymi od standardu (zwanego też dialektem standardowym); w jednakowym bowiem stopniu rządzą się zasadami językowymi. Zdarza się, że występują również w postaci pisanej, choć zazwyczaj nie mają wypracowanych przepisów ortografii; ortografia najczęściej jest bowiem przystosowana do specyfiki języka standardowego. Od odmian standardowych odróżniają się zasadniczo nie walorami wewnętrznojęzykowymi (związanymi np. z cechami struktury), lecz przypisywanym im prestiżem społecznym. Bywa, że dialekty niestandardowe nie znajdują zastosowania we wszystkich domenach stylistycznych, zwłaszcza jeśli chodzi o formalne sfery użycia języka. Styl stanowi jednak odrębny wymiar zróżnicowania językowego; możliwe jest tworzenie wypowiedzi formalnych w odmianach niestandardowych, jak również wypowiedzi potocznych w odmianie standardowej.
Dialekty niestandardowe, jako odmiany pozbawione oficjalnego statusu i niewspierane instytucjonalnie, są popularnie postrzegane jako gorsze (niekompletne, nieczyste) czy wręcz niepoprawne formy języka . Odróżniają się tym samym od języka standardowego, który podlega kodyfikacji i jest kojarzony z wykształconymi warstwami społeczeństwa. Niekiedy standard bywa utożsamiany z samym językiem. Sądy dotyczące poszczególnych odmian języka mają charakter post-hoc, a ich źródło leży w czynnikach społecznych, silnie związanych z historią standaryzacji. W niektórych społecznościach językowych dochodzi do dyglosji, czyli koegzystencji dwóch odrębnych odmian danego języka. Dialekt niestandardowy służy wówczas jako narzędzie komunikacji codziennej (np. w rozmowach z przyjaciółmi i rodziną), dialekt standardowy jest zaś rezerwowany dla sytuacji bardziej formalnych. Wykształceni przedstawiciele klasy średniej mogą całkowicie preferować język standardowy (np. w południowej Anglii) lub utrzymywać dwudialektalność, zachowując znajomość i użycie dialektu nieliterackiego (np. w Holandii i Niemczech). Istnieje bowiem wyraźna korelacja między językiem a klasą społeczną, szczególnie na terenach miejskich, gdzie dialekt niestandardowy jest kojarzony z klasą robotniczą, a standard uchodzi za właściwy dla klasy średniej.
Status niestandardowych odmian języka różni się w zależności od społeczności językowej. W niektórych krajach (np. w Szwajcarii czy Norwegii) posługiwanie się dialektami niestandardowymi jest powszechne i akceptowane w szerokim spektrum sytuacji społecznych, również w kontaktach formalnych lub technicznych.
Niektórzy badacze jako „wernakularne” (vernacular) określają odmiany i cechy językowe, którym przypisuje się zauważalny stygmat społeczny. W odniesieniu do form odbiegających od języka standardowego, ale pozbawionych wyraźnego nacechowania społecznego, sugeruje się zaś stosować termin nonmainstream dialect. Autorzy publikacji Dialects at School: Educating Linguistically Diverse Students wychodzą przy tym z założenia, że termin „dialekt niestandardowy” (non-standard dialect) ma w sobie zawarty ładunek wartościujący, niewłaściwy w kontekście naukowym.